# Puget-Théniers
 Puget-Théniers  es una población y comuna francesa, en la región de Provenza-Alpes-Costa Azul, departamento de Alpes Marítimos, en el distrito de Niza y cantón de Puget-Théniers.

## Demografía
| 1415 | 1488 | 1438 | 1446 | 1703 | 1533 |
| Para los censos de 1962 a 1999 la población legal corresponde a la población sin duplicidades (Fuente: INSEE [Consultar]) |      |      |      |      |      |